# Donji Dubič
Donji Dubič (cyr. Доњи Дубич) – wieś w Serbii, w okręgu rasińskim, w gminie Trstenik. W 2011 roku liczyła 181 mieszkańców.